# Puchar Tatrzański 2014
67. edycja Pucharu Tatrzańskiego – rozegrana została w dniach 21 - 23 sierpnia 2014. W turnieju wzięły udział cztery drużyny. Mecze rozgrywane były w hali Zimný štadión mesta Poprad.
Do turnieju oprócz drużyny gospodarzy HK Poprad zaproszono trzy drużyny: austriacki HC Steelers Kapfenberg, rumuński HSC Csíkszereda oraz Reprezentację Słowacji do lat 20. Drużyny rywalizowały w jednej grupie i rozgrywały mecze w systemie każdy z każdym. Obrońcami tytułu była austriacka drużyna EC Graz 99ers, która zrezygnowała z udziału w tej edycji turnieju.
W turnieju zwyciężyła drużyna gospodarzy HK Poprad, przed reprezentacją Słowacji do lat 20 oraz austriackim Steelers Kapfenberg.

## Wyniki
| 21 sierpnia 2014 | Słowacja U-20 | 4:3 | HC Steelers Kapfenberg | Zimný štadión mesta Poprad, Poprad |

| Godzina: 17:00 | P. Skalický 00:16 M. Sukeľ 13:03 M. Giľak 29:11 M. Giľak 35:09 | (2:1, 2:2, 0:0) | 06:59 D. Pastl 31:05 P. Schonaklener 38:54 T. Schiechl |  |

| 21 sierpnia 2014 | HK Poprad | 8:0 | HSC Csíkszereda | Zimný štadión mesta Poprad, Poprad |

| Godzina: 20:00 | M. Matis 01:22 S. Takáč 01:45 T. Sýkora 28:50 A. Štrauch 29:30 T. Sýkora 31:22 A. Štrauch 36:14 M. Matis 38:08 O. Ďuriš 58:48 | (2:0, 5:0, 1:0) |  |  |

| 22 sierpnia 2014 | HSC Csíkszereda | 0:2 | Słowacja U-20 | Zimný štadión mesta Poprad, Poprad |

| Godzina: 15:00 |  | (0:0, 0:1, 0:1) | 33:05 L. Hrušík 58:33 P. Skalický |  |

| 22 sierpnia 2014 | HK Poprad | 8:2 | HC Steelers Kapfenberg | Zimný štadión mesta Poprad, Poprad |

| Godzina: 18:00 | S. Takáč 08:33 M. Paločko 10:42 M. Paločko 14:17 M. Nagy 19:54 P. Gápa 27:10 T. Sýkora 27:45 T. Sýkora 50:53 P. Gápa 53:46 | (4:0, 2:1, 2:1) | 26:19 M. Jáchym 59:48 M. Hložek |  |

| 23 sierpnia 2014 | HC Steelers Kapfenberg | 4:3 | HSC Csíkszereda | Zimný štadión mesta Poprad, Poprad |

| Godzina: 15:00 | D. Natter 01:29 D. Winzig 14:48 D. Natter 34:17 M. Laritz 38:44 | (2:0, 2:1, 0:2) | 33:28 N. Sjölund 43:00 L. Komárek 59:06 N. Sjölund |  |

| 23 sierpnia 2014 | HK Poprad | 3:2 pd. | Słowacja U-20 | Zimný štadión mesta Poprad, Poprad |

| Godzina: 18:00 | A. Kroták 04:35 T. Sýkora 36:57 J. Kasík 64:04 | (1:0, 1:1, 0:1, 1:0) | 34:26 M. Sukeľ 41:33 S. Petráš |  |

## Klasyfikacja turnieju
| Lp. | Zespół                 | M | Pkt | W | WpD | PpD | P | G + | G - | +/- |
| --- | ---------------------- | - | --- | - | --- | --- | - | --- | --- | --- |
| 1   | HK Poprad              | 3 | 8   | 2 | 1   | 0   | 0 | 19  | 4   | +15 |
| 2   | Słowacja U-20          | 3 | 7   | 2 | 0   | 1   | 0 | 8   | 6   | +2  |
| 3   | HC Steelers Kapfenberg | 3 | 3   | 1 | 0   | 0   | 2 | 9   | 15  | -6  |
| 4   | HSC Csíkszereda        | 3 | 0   | 0 | 0   | 0   | 3 | 3   | 14  | -11 |

Lp. = lokata, M = liczba rozegranych spotkań, Pkt = Liczba zdobytych punktów, W = Wygrane, WpD = Wygrane po dogrywce lub karnych, PpD = Porażki po dogrywce lub karnych, P = Porażki, G+ = Gole strzelone, G- = Gole stracone, +/- = bilans bramek
Nagrody indywidualne
- Najlepszy bramkarz: Denis Godla (HK Orange 20)
- Najlepszy obrońca: Štefan Fabian (HK Poprad)
- Najlepszy napastnik: Arne Kroták (HK Poprad)
- Najlepszy strzelec: Tomáš Sýkora (HK Poprad)